# دیوان استانبول
دیوان استانبول (به ترکی استانبولی: Divan İstanbul) یک هتل پنج ستاره در میدان تقسیم در استانبول است که در سال ۱۹۵۶ گشایش یافت و بخشی از هتل‌های زنجیره‌ای گروه دیوان است.در طول اعتراض‌های ۲۰۱۳ ترکیه این هتل درهای خود را به روی مجروحان و فراری‌های معترض از دست پلیس گشود.

## آشنایی با هتل
این هتل که ساخت آن در سال 1955 آغاز شد، در سال 1958 مورد بهره برداری قرار گرفت. هنگامی که وهبی کوچ برای توسعه تجارت خود از آنکارا به استانبول آمد، زمین این هتل را خریداری کرد تا در آن آپارتمان بسازد. اما پتانسیل تجاری و گردشگری در این منطقه باعث شد که تصمیم به ساخت هتل در این منطقه گرفته شود. با اتمام پروژه ساخت هتل، مسابقه ای برای تصمیم گیری در مورد نام هتل باز برگزار شد، نامه ای برای گروهی از نویسندگان و هنرمندان ارسال شد و انتظار می رفت این نام به راحتی توسط خارجی ها گفته شود، طولانی نباشد و با خدمات اقامتگاه مغایرت نداشته باشد. نام «دیوان» پذیرفته شد و هتل به طور رسمی در 14 ژانویه 1956 افتتاح شد. ابن هتل در سال های گذشته بازسازی شد.